# Grinddalsfossen

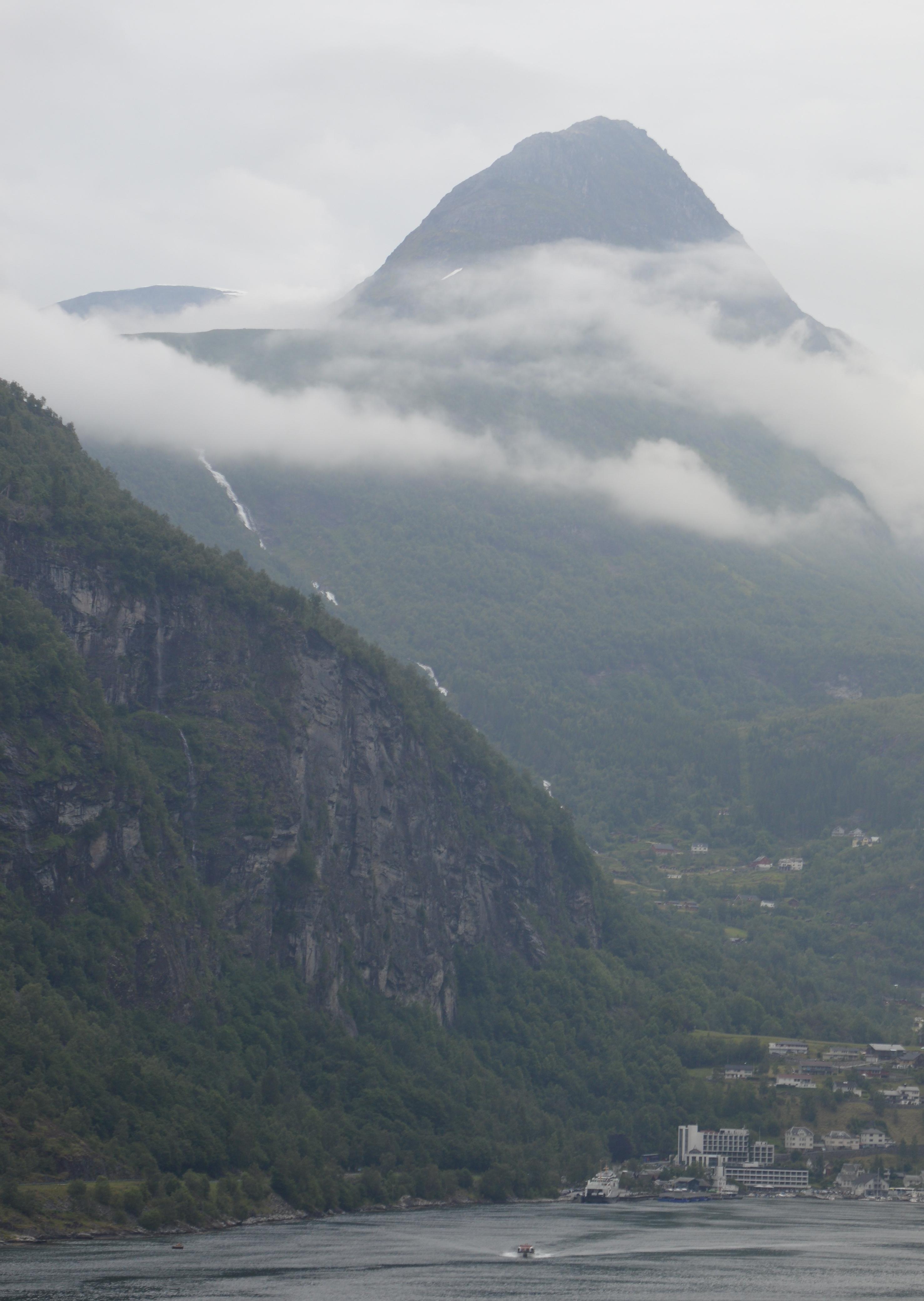
Grinddalsfossen (schmales Band von links in die Bildmitte führend)

Der Grinddalsfossen ist ein Wasserfall im Geirangerfjord in der norwegischen Gemeinde Stranda in der Provinz Møre og Romsdal.
Er befindet sich am östlichen Ende des Fjords, östlich oberhalb des Ortes Geiranger. Der langgestreckte Grinddalsfossen wird vom Gebirgsfluss Stillelva gebildet. Er fällt auf einer Strecke von 1097 Metern über einen Höhenunterschied von 590 Metern. Die Breite des Falls beträgt zwischen 12 und 26 Metern, die Wassermenge umfasst durchschnittlich einen Kubikmeter je Sekunde.